# Chu Thao
Chu Thao (chữ Hán: 朱滔, bính âm: Zhu Tao, 746 - 785), thụy hiệu Thông Nghĩa vương (通義王), là quyền Tiết độ sứ Lư Long dưới thời nhà Đường trong lịch sử Trung Quốc. Ban đầu ông phục vụ Tiết độ sứ Lý Hoài Tiên, rồi hai lần thực hiện chính biến, cuối cùng đưa anh mình là Chu Thử làm Tiết độ sứ ở Lư Long. Về sau khi Chu Thử vào triều (774), Chu Thao trở thành người nắm quyền cai trị ở trấn Lư Long. Khi Đường Đức Tông lên ngôi, Chu Thao tham gia đánh dẹp các phiên trấn nổi loạn, nhưng về sau bất mãn vì triều đình thưởng bạc, nên quay sang liên minh với ba trấn khác chống lại triều đình, cùng nhau xưng vương hiệu, trong đó Chu Thao tự xưng tước vị Ký vương, sử sách gọi là "Loạn tứ trấn". Đầu năm 784, khi Chu Thử tự xưng đế hiệu ở Trường An, Chu Thao được phong làm Hoàng thái đệ, tuy nhiên đến giữa năm đó Thử thất bại và bị giết, cộng thêm việc triều đình lấy lại kinh thành, Chu Thao cùng ba trấn còn lại phải dâng biểu đầu hàng, vẫn được giữ nguyên chức vị bởi lệnh ân xá mà vua Đức Tông ban ra khi trước. Ông qua đời một năm sau, em họ là Lưu Phanh lên kế nhiệm.

## Thân thế
Ông sinh năm 746 dưới thời Đường Huyền Tông (712 - 756), nguyên quán ở vùng U châu, nhiều đời tổ tiên phục vụ cho triều đình nhà Đường, gồm cả tằng tổ Chu Lợi và tổ phụ Chu Tư Minh. Phụ thân ông là Chu Hoài Khuê, từng phục vụ dưới quyền Tiết độ sứ Phạm Dương Bùi Khoan, về sau đi theo An Lộc Sơn và Sử Tư Minh phản nhà Đường, trở thành tướng lĩnh nhà Đại Yên, dưới trướng của Lý Hoài Tiên. Khi loạn An Sử sắp bị dẹp, Lý Hoài Tiên đầu hàng nhà Đường nên được bổ làm tiết độ sứ mới ở Phạm Dương, lúc này đổi tên thành Lư Long. Chu Hoài Khuê được giữ chức Thứ sử Kế châu rồi qua đời năm 766. Thao cùng anh là Chu Thử theo lệ phụ ấm, đều được bổ dụng làm tướng dưới quyền Lý Hoài Tiên.

## Dưới quyền Lý Hoài Tiên và Chu Hi Thải
Lúc bấy giờ Chu Hi Thải làm Thứ sử Bình châu, thấy Chu Thao là người cùng họ, nên rất tín nhiệm ông. Vào năm 768, Chu Hi Thải cùng anh em Chu Thao bàn kế hoạch giết hại Lý Hoài Tiên, giành quyền cai trị Lư Long, theo đó Chu Thao và Chu Thử vào dinh của Lý Hoài Tiên, giết các quân sĩ canh giữ, còn Chu Hi Thải đến sau, trực tiếp hạ sát Lý Hoài Tiên. Chu Thử nhát gan sợ việc định bỏ chạy. Chu Thao thuyết phục rằng
Nếu sự bại thì bọn chúng ta đường nào cũng phải chết cả, còn chạy trốn có ích gì. Sao bằng liều một phen.
Chu Thử mới vững tâm. Kế hoạch thành công, quân nổi loạn giết Lý Hoài Tiên cùng gia thuộc, Chu Hi Thải tự xưng là Lưu hậu ở Lư Long, cuối năm đó triều đình đành phải công nhận. Chu Thao tiếp tục làm tướng dưới quyền Chu Hi Thải và rất được tin tưởng, giao quyền chỉ huy quân hộ vệ bên mình.
Từ khi làm Tiết độ sứ, Chu Hi Thải tàn bạo và khắc nghiệt, bị các tướng dưới quyền bất mãn. Năm 772, tướng Lý Hoài Viện dẫn theo binh sĩ xông vào giết chết Chu Hi Thải. Thấy tình hình hỗn loạn, Chu Thao triệu tập các tướng lại rồi tuyên bố ủng hộ Chu Thử tiếp quản trấn Lư Long, các tướng bằng lòng. Do vậy, Chu Thử đang ở ngoài dinh được đón về tôn làm thủ lĩnh, rồi sai sứ đến triều đình thông báo. Triều đình chấp thuận, phong Chu Thử là Lư Long Tiết độ sứ, tước Hoài Ninh Quận vương.

## Dưới quyền Chu Thử
Từ sau khi An Lộc Sơn nổi dậy, đất Phạm Dương tuy bề ngoài thuần phục nhưng bên trong tâm địa khó lường. Vào năm 773, Chu Thử do muốn lấy lòng triều đình nên cử Thao dẫn 3.000 quân đến Trường An, chống sự xâm lấn của Thổ Phiên. Đường Đại Tông rất mừng, cho phép Thao vào thành từ của Thông Hóa ở phía đông, rời thành từ của Khai Viễn đến vùng biên dò xét quân Thổ. Sau đó ông vào yết kiến, Đại Tông ban thưởng trọng hậu và hỏi ông
Khanh với Thử, ai có tài nhiều hơn.
Thao đáp rằng
Ai có cũng sở trường và sở đoản. Lãnh đạo tướng sĩ, phương lược thần kì thì thần không bằng Thử. Nhưng Thần năm nay chỉ mới hăm tám đã được diện kiến long nhan, Thử hơn Thần năm tuổi mà không được vào triều phượng, điều đó Thử không bằng thần.
Đại Tông hoan hỉ. Sau khi trở về trấn, Thao ra sức thuyết phục anh mình dâng biểu xin vào triều, thể hiện lòng trung thành. Do đó mùa thu năm 774, Chu Thử rời khỏi trấn, giao quyền chỉ huy cho Thao để đến Trường An, chỉ huy quân đội chống nhau với Thổ Phiên. Thao được triều đình phong Điện trung giám, quyền tri U châu, Lư Long tiết độ lưu hậu, kiêm Ngự sử đại phu; trong khi Chu Thử vẫn giữ chức Tiết độ sứ trên danh nghĩa. Trong thời gian này, Thao sát hại rất nhiều tướng thân tín của Chu Thử, do đó anh em xảy ra bất hòa. Chu Thử cũng do việc đó mà sợ sệt, không dám trở về trấn nữa mà xin ở lại Trường An. Từ đó Thao nắm thực quyền ở Lư Long.

## Quyền tiết độ sứ Lư Long
Năm 775, nhân việc tiết độ sứ Ngụy Bác là Điền Thừa Tự kháng lệnh triều đình, tự ý xâm lấn đất Tương, Vệ thuộc trấn Chiêu Nghĩa; hai tiết độ sứ là Lý Bảo Thần ở Thành Đức cùng Lý Chánh Kỉ ở Bình Lư dâng biểu xin thảo phạt Ngụy Bác. Triều đình nghe theo, cử quân đánh Ngụy, Thao được giao nhiệm vụ cùng Lý Bảo Thần hợp với quân triều đình tại Thái Nguyên công đánh phía bắc, Lý Chánh Kỉ cùng quân triều đình tại Hoạt Bạc, Hà Dương, Giang Hoài đánh từ phía nam. Điền Thừa Tự thuyết phục Lý Chánh Kỉ lui quân, rồi sai sứ đến gặp Lý Bảo Thần, nguyện dâng đất Thương châu và đề nghị Ngụy, Triệu liên quân đánh Phạm Dương. Lý Bảo Thần cả mừng, liền nhận lời, liên kết với Điền Thừa Tự cùng nhau tiến đánh Thao, dùng kế nói với sứ giả:
Tôi nghe Chu công dung mạo như thần, nhưng chưa được thấy tận mặt. Xin cho xem dung nhan một lần, có được không?
Thao bèn sai vẽ chân dung của mình gửi đến cho ông. Lúc Thao ra quân, Bảo Thần tuyển tinh binh khỏe mạnh, đưa bức hình của Chu Thao bảo họ gặp người giống như thế thì cứ nhằm mà bắn. Quân hai trấn giáp mặt nhau ở Ngõa Kiều, Chu Thao bị đại bại nhưng may mắn thoát được. Do việc này mà Triệu, Yên hiềm khích với nhau.
Năm 779, Đường Đức Tông lên ngôi, có ý diệt trừ nạn phiên trấn. Hai năm sau, Lý Bảo Thần chết, con là Lý Duy Nhạc tự lập làm lưu hậu ở Thành Đức, triều đình không công nhận và đưa quân thảo phạt. Biết tin, Lý Duy Nhạc liên kết với Điền Duyệt (cháu Điền Thừa Tự, nhận chức tiết độ sứ năm 779) và Lý Chánh Kỉ  và Lương Sùng Nghĩa ở Sơn Nam Đông Đạo. Đức Tông hạ lệnh cho Thao tấn công Thành Đức từ phía bắc. Thao dẫn quân của mình tiến đánh Dịch châu, cử sứ giả Thái Hùng đến thuyết phục Thứ sử Dịch châu Trương Hiếu Thành đầu hàng triều đình, vì Ngụy, Triệu không bao lâu sẽ bị dẹp yên. Trương Hiếu Trung chấp nhận hàng phục. Thao viết thư lên triều đình, xin cho Trương Hiếu Thành lĩnh chức tiết độ sứ ở Thành Đức mặc dù Lý Duy Nhạc vẫn chưa bị đánh bại triệt để. Trương Hiếu Trung vui mừng và biết ơn Chu Thao, do đó hỏi cưới con gái ông cho con trai mình là Trương Mậu Hòa, hai nhà kết thông gia với nhau.
Quân Lư Long đánh bại quân Thành Đức nhiều trận, đến mùa xuân năm 782 thì hạ được Thúc Lộc (thuộc Thạch Gia Trang)rồi đánh sang Thâm châu, Lý Duy Nhạc vô cùng sợ hãi. Chưởng thư ký Thiệu Chân thuyết phục Duy Nhạc giết các tướng khuyên mình làm phản rồi quay về với triều đình. Tướng Mạnh Hựu do Ngụy Bác cử sang hỗ trợ Thành Đức, biết chuyện, mật báo với Điền Duyệt. Duyệt giận lắm, sai nha quan nhắn với Lý Duy Nhạc:
Thượng thư (chỉ Điền Duyệt) cử binh hôm nay chính là cứu giúp đại phu (tức Lý Duy Nhạc), đâu phải là tự ý làm càn. Mà nay đại phu nghe lời Thiệu Chân, sai em phụng biểu tạ tội, đổ cái tội phản nghịch cho thượng thư, tự cầu thoát thân, Thượng thư có điều chi phụ Đại phu mà phải đến nỗi như thế. Bây giờ nếu chém Thiệu Chân thì coi như chưa có việc gì, nếu không xin tuyệt giao với đại phu.
Lý Duy Nhạc theo lời phán quan Tất Hoa, cho chém Thiệu Chân, gửi đầu đến cho Điền Duyệt, rồi cử 1 vạn quân hợp với Mạnh Hựu bao vây Thúc Lộc. Quân của Thao và Trương Hiếu Trung liên thủ đánh bại quân Thành Đức ở thành Thúc Lộc. Lý Duy Nhạc đại bại, đốt trại bỏ trốn. Bộ tướng Vương Vũ Tuấn dưới quyền Lý Duy Nhạc do lo sợ rằng nếu mình thắng trận thì khi trở về sẽ bị Lý Duy Nhạc hại chết, nên cố ý đánh thua. Về phần Thao muốn nhân đà thắng lợi, tiến thẳng vào Hằng châu, trị sở của Thành Đức, nhưng Trương Hiếu Trung lại quay về Nghĩa Phong, bảo với các tướng sĩ rằng nếu mình tấn công gấp thì Lý Duy Nhạc, Vương Vũ Tuấn sẽ liên thủ với nhau, chi bằng tạm lui để nội bộ sinh bất hòa, Vương Vũ Tuấn sẽ sớm giết Lý Duy Nhạc và còn bảo rằng Thao không thể là đồng minh mãi mãi. Thao biết chuyện cũng giữ quân ở Thúc Lộc, không đánh nữa.
Quả nhiên không lâu sau, Vương Vũ Tuấn làm loạn, bắt Lý Duy Nhạc rồi thắt cổ giết chết, gửi đầu về kinh sư. Thâm châu Thứ sử Dương Vinh Quốc là anh rể Duy Nhạc, nghe tin liền đầu hàng Thao, riêng trấn Ngụy Bác vẫn chưa dẹp được. Triều đình chia nhỏ trấn Thành Đức, lấy Trương Hiếu Trung quản lý ba châu Dịch, Định, Thương, Vương Vũ Tuấn là Hằng, Ký đô Đoàn luyện Quan sát sứ, Khang Nhật Tri là Thâm, Triệu đô Đoàn luyện Quan sát sứ, tăng đất cho Lư Long thêm hai châu Đức, Lâm. Thao xin cai quản cả Thâm châu, Đức Tông không theo và buộc ông về trấn. Thao oán giận và vẫn đóng quân ở Thâm châu. Còn Vương Vũ Tuấn và Khang Nhật Tri cũng không phục Trương Hiếu Trung. Điền Duyệt đang ở Ngụy châu, nghe tin này, bèn tìm cách thuyết phục Thao và Vương Vũ Tuấn liên kết cùng mình chống Đường, hứa nhường Bối châu cho Thao. Do vậy Chu, Vương liên thủ với Điền Duyệt chống lại triều đình. Thao còn sai nha quan Thái Hùng thuyết phục Trương Hiếu Thành liên minh cùng mình nhưng ông ta từ chối. Sau đó Lý Sĩ Chân là Thứ sử Đức Châu và Lý Trường Khanh là Thứ sử Lệ châu bất hợp, Sĩ Chân cầu cứu Thao. Thao vốn có ý khác, liền sai Lý Tế đem 3.000 quân đến giúp, mời Sĩ châu đến Thâm châu nghị sự rồi cấm cố, cho Lý Tế nắm quyền ở Đức châu.
Đường Đức Tông sai sứ giả đến điều động quân Lư Long, Địch Dịch và Hằng Ký cùng tấn công Điền Duyệt. Vương Vũ Tuấn không phụng chiếu, sai mang sứ giả đến chỗ Chu Thao. Thao nói với tướng sĩ dưới quyền:
Tướng sĩ có công to, ta tấu xin phong chức quan nhưng không được. Nay ta muốn cùng chư quân giả là đánh Ngụy châu, nhưng thực sự là đánh Mã Toại lấy Ôn Bão.
Hỏi đến lần thứ ba, tướng sĩ nhiều người tỏ ý không phục. Thao giết hơn 10 đại tướng và hoãn lại kế hoạch. Khang Nhật Tri đem việc ấy nói với tướng triều đình Mã Toại, Toại báo về kinh. Hoàng thượng cho rằng Ngụy châu chưa hạ được mà Vương Vũ Tuấn lại làm phản, nên tìm cách xoa dịu Chu Thao, do vậy xuống chiếu phong ông làm Thông Nghĩa Quận vương và cách chức một số người bất hòa với ông. Nhưng Chu Thao vẫn quyết tâm làm phản, đưa quân sang Triệu châu bức ép Khang Nhật Tri. Vương Vũ Tuấn cũng cử con là Vương Sĩ Chân làm lưu hậu ba châu Hằng, Ký, Thâm, bản thân mình tấn công Triệu châu. Khi đó em họ (con người cô) của Chu Thao là Thứ sử Trác châu Lưu Phanh thuyết phục ông đừng làm phản triều đình, ông không nghe nhưng cho rằng Lưu Phanh là người trung thành.
Lư Long Tiết độ Hành quân Tư mã là Thái Đình Ngọc có hiềm khích với Phán quan Trịnh Vân Quỳ (con rể Chu Thao), nên bàn với Chu Thử biếm Vân Quỳ làm Mạc châu tham quân, Thao lại tấu xin cho làm Chưởng thư ký. Quỳ gièm pha Đình Ngọc với Chu Thao, Đình Ngọc bèn cùng Chu Thể nói với Chu Thử rằng
Thao ở U trấn, nhiều việc tỏ ra tự chuyện, không biết tới huynh trưởng, không thể giao binh quyền được.
Thao nghe tin, giận lắm, nhiều lần gửi thư buộc Chu Thử giết hai kẻ ấy, Thử không theo, do vậy anh em xảy ra xung khắc. Lúc Thao kháng mệnh triều đình, Thượng muốn quy tội cho bọn Đình Ngọc để trấn an ông, bèn biếm chức Đình Ngọc là Tư hộ Liễu châu, Chu Thể làm Vạn châu nam phổ úy.

## Nổi dậy xưng vương
Chu Thao sai người đem thư bọc sáp đến Phượng Tường, đề nghị cùng làm phản. Mã Toại bắt được thư, tố cáo về Trường An, Thử hoàn toàn không hay biết. Đức Tông cho triệu Thử về kinh hỏi chuyện, tuy không bắt tội nhưng cũng cho cấm cố ở phủ đệ. Không lâu sau, Chu Thao và Vương Vũ Tuấn đem quân cứu Điền Duyệt bị vây ở Ngụy châu, có chiếu cho Sóc Phương tiết độ sứ Lý Hoài Quang đem quân Sóc Phương, Thần Sách 15000 người tiến về phía đông cự với Chu Thao. Lúc này ông ở Tông Thành, Chưởng thư ký Trịnh Vân Quỳ, Tham mưu Điền Cảnh Tiên bỏ ông hàng triều đình. Quân các trấn tới Ngụy châu, Điền Duyệt đem trâu, ngựa ra nghênh đón. Thao đóng quân ở Khiếp Sơn, cùng hôm đó quân triều đình do Lý Hoài Quang và Mã Toại chỉ huy cũng đến. Hoài Quang đem quân tập kích Chu Thao ở phía tây Khiếp Sơn. Sĩ tốt tranh nhau xông vào doanh của Thao, nhưng Vương Vũ Tuấn đã đem 2000 quân kị tới cứu. Thao dẫn quân theo sau cùng đánh trả, quan quân đại bại. Chu Thao lại đem quân đánh Mã Toại. Toại sợ hãi, khiển sứ đến từ tạ, hứa sẽ tâu với thiên tử cho Chu Thao thống lĩnh toàn bộ Hà Bắc. Thao muốn chấp nhận, Vương Vũ Tuấn can là không nên. Tháng 7 ÂL năm 782, Toại nhân Chu Thao mất cảnh giác, cùng chư quân lui về Ngụy huyện, tiếp tục kháng cự Thao. Thao mới tạ lỗi với Vương Vũ Tuấn, nhưng Vũ Tuấn vẫn oán hận ông từ đó. Mấy hôm sau, bọn Thao lại dẫn binh lập trại ở đông nam Ngụy Huyện, cùng quan quân đối giang chống cự lẫn nhau.
Cuối năm 782, Điền Duyệt cùng Vương Vũ Tuấn đề nghị tôn Chu Thao làm chủ, xưng thần với ông, Thao nói: Khiếp Sơn chi tiệp, cũng có công sức của hai đại phu, Thao không dám ngồi trên cao một mình. U châu phán quân Lý Tử Thiên, Hằng Ký quán quan Trịnh Nhu đều đề nghị Chu Thao, Điền Duyệt, Vương Vũ Tuấn và Lý Nạp ở Tri châu, bốn trấn cùng xưng vương hiệu, chưa cải niên hiệu, tôn Chu Thao làm minh chủ. Thao chấp nhận. Ngày 9 tháng 12 năm 782. Thao xưng là Kì vương, Điên Duyệt là Ngụy vương, Vương Vũ Tuấn là Triệu vương, Lý Nạp xưng Tề vương. Thao xây đàn tế ở quân trung, bố cáo thiên hạ. Thao là minh chủ, xưng cô, ba người kia xưng là quả nhân. Nơi ở xưng là điện, mệnh lệnh gọi là lệnh, quần thần dâng thư gọi là tiên, vợ phong làm vương phi, con trai trưởng là thế tử. Các châu đặt trị sở gọi là phủ, bố trí lưu thủ kiêm nguyên soái, giao quyền quân chính, còn bố trí Đông, Tây tào, giống như Môn Hạ, Trung thư tỉnh tại triều đình...
Lúc này Lý Hi Liệt ở Hoài Tây binh lương nhiều, còn bốn trấn xưng vương thì trong tình trạng thiếu thốn, nên bàn tính lôi kéo Lý Hi Liệt về phía mình, thỉnh Hi Liệt xưng đế hiệu. Hi Liệt chưa bằng lòng hắn, chỉ xưng Thiên hạ đô nguyên soái, Thái úy, Kiến Hưng vương. Năm sau, bốn trấn sai sứ đến chỗ Lý Hi Liệt, thượng biểu xưng thần, khuyến tiến. Sang mùa xuân năm 784, Lý Hi Liệt xưng là hoàng đế, quốc hiệu Đại Sở.
Đại tướng Lý Thịnh tìm cách cắt đường vận chuyển lương thực từ Lư Long đến Ngụy Bác, bằng việc đánh chiếm các châu Trác, Mạc, lại cùng con trai Trương Hiếu Trung là Trương Thăng Vận bao vây Dịch châu thứ sử Trịnh Cảnh Tế ở Thanh Uyển, nhưng mấy tháng chưa hạ được. Thao cử Mã Thực làm lưu thủ, đem 15000 quân cứu Thanh Uyển, Lý Thịnh bại trận phải lui về Dịch châu, Chu Thao cũng lui về Doanh châu. Về sau Lý Thịnh bệnh thậm, bèn lui quân về Định châu. Vương Vũ Tuấn lúc này sai Cấp sự trung Tống Đoan đến giục Chu Thao về Ngụy. Đoan gặp Chu Thao, nói lời không cung kính. Chu Thao tức giận, gửi thư trách móc Vũ Tuấn, Vũ Tuấn sợ phải sai sứ đến tạ lỗi, nhưng bên trong thì càng oán ông hơn, nên bí mật kết ước với Lý Bão Chân cùng chống Chu Thao.
Quân triều đình lại bị Lý Hi Liệt bao vây tại Tương Thành. Trước tình hình đó, Đường Đức Tông triệu tiết độ sứ Kinh Nguyên là Diêu Lệnh Ngôn tới cứu. Ngày 2 tháng 11 năm 783, Diêu Lệnh Ngôn dẫn 5000 quân Kinh Nguyên đến Trường An, nhưng do bị tiếp đãi sơ sài, tướng sĩ Kinh Nguyên đều tức giận, cùng cùng nhau tấn công vào cung. Vua hoảng sợ, vội triệu quân cấm vệ đến hộ giá nhưng không có ai đến cả, bất đắc dĩ phải bỏ Trường An, chạy về Phụng Thiên. Quân Kinh Nguyên cướp phá hoàng cung, đón Chu Thử vào cung tôn làm chủ. Chu Thử tự xưng là hoàng đế nước Đại Tần, cải nguyên Ứng Thiên, chính thức ra mặt phản lại nhà Đường. Thử hạ chiếu lập Chu Thao làm Hoàng thái đệ, viết thư cho ông
Đất Tam Tần chỉ cần mấy ngày là bình được, còn miền bắc Đại Hà giao cho khanh dẹp yên. Hẹn cùng hội ngộ ở Lạc Dương.
Thao được tin, thông cho cho các trấn khác, đề nghị cùng giúp Chu Thử. Lúc này các cánh quân triều đình ở Hà Bắc cũng lũ lượt kéo về Phụng Thiên cứu giá, Chu Thao và Vương Vũ Tuấn cũng lui quân về trấn. Ông dự định tấn công Lạc Dương, sai người cầu viện Hồi Hột. Hồi Hột cử 3000 quân giúp Chu Thao tấn công xuống phía nam. Nhưng trong lúc này, Lý Bão Chân thuyết phục được Vương Vũ Tuấn quay lại tấn công Chu Thao, Vũ Tuấn chấp nhận, kết ước với Lý Bão Chân và Mã Toại. Từ đấy Vũ Tuấn có ý bỏ Chu Thao, quay lại với triều đình. Đức Tông sau đó cũng cử sứ đến chỗ Điền Duyệt và Lý Nạp, thuyết phục họ đầu hàng sẽ vẫn cho giữ chức cũ.
Ngày 27 tháng 1 năm 784, Hoàng thượng theo đề xuất của Lục Chí, ban chiếu thư tự trách mình không biết nghe lời can gián, để cho gian nhân thao túng mà nghi ngờ tướng lĩnh khiến họ nổi loạn, sau đó hạ lệnh xá tội cho tất cả những người đã tạo phản trước kia, trừ Chu Thử. Triều đình đề nghị các trấn quy thuận, hứa sẽ không can thiệp vào công việc nội bộ của họ nữa. Vương Vũ Tuấn, Điền Duyệt và Lý Nạp đều đồng ý từ bỏ vương hiệu, sai sứ dâng biểu tạ lỗi với triều đình, còn Lý Hi Liệt ỷ thế hùng cường nên quyết định tự xưng hoàng đế. Trong khi Chu Thao chưa biết về lệnh đại xá này và vẫn tiếp tục chống lại triều đình.
Chu Thao dẫn quân đánh chiếm Lạc Dương. Đến đất Triệu và Ngụy đều được tiếp đãi trọng hậu. Khi quân của ông đến Vĩnh Tế, sai Vương Chất gặp Điền Duyệt đề nghị hợp quân cùng vượt sông, Điền Duyệt (đã đầu hàng triều đình), kiếm cớ thoái thác. Thao giận lắm, sai Mã Thực đánh Tông Thành, Kinh Thành; Dương Quốc Vinh công Quan Thị thuộc Ngụy Bác, đều phá được, Duyệt lên thành cự thủ. Thao dẫn quân lên phía bắc bao vây Bối châu, thứ sử Tào Tuấn ra sức chống giữ. Thao để cho quân Hồi Hột và quân Phạm Dương cướp bóc chư huyện, sau đó phá Vũ Thành, thông hai châu Đức, Lệ, cử Mã Thực đem 5000 quân đóng ở Quan Thị, bức bách Ngụy châu.

## Đầu hàng và qua đời
Trong lúc này Ngụy Bác có biến động. Binh mã sử Điền Tự là con trai của Điền Thừa Tự, nhận chức Binh mã sử, do có lỗi bị Điền Duyệt bắt giam, sinh ra oán vọng, nhân lúc say đem việc này nói với người cháu. Người cháu can ngăn, Tự giận, giết cháu đi. Khi tỉnh rượu, Tự hối hận, bảo rằng:Bộc xạ tất giết ta mất. Bèn quyết định làm phản, sai quân vào tẩm điện của Điền Duyệt, giết Duyệt cùng thân mẫu, thê thiếp khoảng 10 người, giết cả Phán quan Hứa Sĩ Tắc, Đo ngu hậu Tưởng Tế..., tuyên bố Điền Duyệt bị ám sát. Điền Tự xưng là tiết độ sứ ở Ngụy Bác. Lý Bão Chân và Vương Vũ Tuấn đem quân cứu Bối châu, nghe tin Điền Duyệt chết nên dẫn quân về. Chu Thao được tin, vui mừng, sai người thuyết phục Điền Tự liên minh với mình. Nhưng Lý Bão Chân, Vương Vũ Tuấn cũng đến chỗ Điền Duyệt, hứa đem quân cứu việc, các trấn duy trì minh ước như khi Điền Duyệt còn sống. Tự chấp thuận.
Chu Thao nghe Điền Tự phản kháng nên dẫn binh công đánh Bối châu hơn trăm ngày, Mã Thực đánh Ngụy châu tứ tuần, chưa hạ được. Lý Bão Chân thuyết phục Vương Vũ Tuấn dẫn binh cứu Ngụy. Mã Thực nghe tin, liền giải vây Ngụy châu, hợp quân với Chu Thao. Khi Chu Thao chuẩn bị giao chiến với quân Thành Đức, Mã Thực thuyết phục ông rằng quân sĩ của mình cần được nghỉ ngơi, nhưng Chu Thao nghe lời Thường thị Dương Bố, Tướng quân Thái Hùng và tướng Hồi Hột Đạt Can, quyết định tấn công ngay. Ngày 29 tháng 5 năm 784, Vương Vũ Tuấn sai Binh mã sử Triệu Lâm dẫn 500 quân phục ở Tang Lâm, bản thân mình dẫn theo kị binh đích thân giao chiến với Hồi Hột, quân Hồi Hột thua chạy. Vũ Tuấn đem quân đuổi tiếp, Chu Thao cũng bỏ chạy, trên đường đi quân sĩ bỏ trốn dần. Khoảng 1 vạn quân Lư Long bị giết, 1 vạn quân bỏ trốn, Thao dẫn mấy nghìn quân còn lại vào doanh tự thủ, liên quân tiếp tục tấn công. Thao cho đốt doanh trại, dẫn binh chạy về Đức châu. Ông cho giết Dương Bố, Thái Hùng rồi rút về U châu. Ông lo sợ Lưu Phanh ở nhà nhân lúc ông thua trận mà chống lại, nhưng Lưu Phanh vẫn trung thành với ông, dẫn binh lính đón ông trở về, đón vào phủ. Trong lúc này Chu Thử đã bị quân Đường đánh bại và giết chết.
Đường Đức Tông dùng Vương Vũ Tuấn làm Tiết độ sứ Lư Long và sai tấn công Chu Thao. Trước tình thế bị vây, ông dâng biểu xin tội, đầu hàng triều đình. Đức Tông chấp nhận cho ông đầu hàng, vẫn cho giữ nguyên chức. Sau loạn tứ trấn, đất đai Lư Long còn lại 8 châu: U, Trác, Doanh, Bình, Kế, Quy, Đàn, Mạc.
Năm 785, Chu Thao lâm bệnh qua đời, thọ 40 tuổi, tướng sĩ ủng hộ em họ ông, thứ sử Trác châu cũ là Lưu Phanh làm Tri quân sự. Triều đình phong Lưu Phanh làm U châu, Lư Long tiết độ sứ, truy tặng ông chức Tư đồ, tước Thông Nghĩa vương. Cháu nội Chu Thao là Chu Khắc Dung về sau được phong làm Tiết độ sứ Lư Long năm 821.